# Gerhard ze Zbraslavi a Obřan
Gerhard ze Zbraslavi a Obřan (přibližně 1247 – 1291) byl moravský šlechtic z rodu pánů ze Zbraslavi. V literatuře bývá často zaměňován se svým dědem, zakladatelem rodu pánů z Kunštátu, Gerhardem ze Zbraslavi.

## Život
Narodil se přibližně roku 1247 jako druhorozený syn znojemského purkrabího Bočka z Jaroslavic a ze Zbraslavi a jeho manželky Eufémie z Křižanova. Když mu v roce 1255 zemřel otec byl ještě dítě. Dědicem otcova majetku se stal jeho starší, ale i tak ještě nezletilý, bratr Smil ze Zbraslavi a Obřan. Jako Smilův poručník působil zřejmě někdo z jeho strýců – Smil ze Střílek, Kuna ze Zbraslavi a Kunštátu nebo Smil z Lichtenburka. V pramenech se Gerhard poprvé objevuje v roce 1262, kdy spolu s matkou a bratrem schválil obdarování žďárského kláštera vesnicí Bobrůvkou. Tento rok Gerhard už určitě dosáhl zletilosti, stejně jako jeho o jeden rok starší bratr Smil, do jehož správy nyní přešli otcovi statky. Gerhard mezitím vstoupil do služeb královny Kunhuty, kterou v roce 1265 doprovázel do Písku. Téhož roku byl jako zastupující fundátor žďárského kláštera přítomen, když konvent obdaroval vinicemi u Blučiny a vesnicí Novošicemi. Poté Gerhard z pramenů znovu na čas mizí. Jisté je pouze to, že v roce 1266 se oženil s Jitkou z Feldsbergu (z Valtic), dcerou rakouského šlechtice Albera z Feldsbergu, a že se po Smilově smrti roku 1268 ujal správy všech rodinných statků. Roku 1270 zemřel otec Gerhardovy manželky Jitky a ta proto zdědila některé jeho statky v Rakousích, které však v roce 1285 s Gerhardem prodala. Do roku 1277 se Gerhard zřejmě intenzivně věnoval výstavbě svého nového hradu u Obřan. V roce 1277 ve Žďáru nad Sázavou za přítomnosti své matky, strýce Kuny a jeho syna Bočka potvrdil obdarování kláštera třetinou vesnice Těšany. Na počátku roku 1278 se hrad Obřany stal obyvatelným a Gerhard se po něm začal důsledně psát. V tento rok se Gerhard také po boku Přemysla Otakara II. zúčastnil bitvy na Moravském poli.
Po bitvě na Moravském poli, ve které Přemysl Otakar II. padl, se faktické vlády v Čechách ujal poručník mladého Václava II. Ota Braniborský, který však zemi více raboval než spravoval. Gerhard zůstal věrný Přemyslovcům a spolu se svým přítelem Milotou z Dědic nastoupil na cestu odboje proti Otovi v Čechách a Habsburkům na Moravě. V roce 1281 nebo 1282 však padl do zajetí rakouského vévody Albrechta I. Habsburského. Jestli Gerhardovi přinesl osvobození až návrat Václava II. z braniborské internace nebo byl propuštěn již dříve, není známo. Gerhard se následně dočkal odměny – Václav II. ho roku 1285 uvedl do významné funkce moravského podkomořího. Již roku 1286 se však Gerhard králi znelíbil a byl svého úřadu zbaven. Vzápětí se Gerhard Václavovi na Špilberku pokořil a přislíbil, že nadále nebude škodit králi ani celé zemi. Čím se však Gerhard provinil není známé. V roce 1289 sepsal svojí závěť a za dva roky poté ve věku 45 let zesnul. Zanechal po sobě dva syny, Bočka a Smila, a dvě dcery, Anežku a Eufémii.